# Batalla de Safira
La batalla de Safira se libró en febrero de 2013, cuando las fuerzas rebeldes, lideradas por grupo terrorista Frente Al-Nusra, atacaron la estratégica ciudad de Al-Safira, que yace en la ruta que une Damasco con Alepo.

## Desarrollo
El 6 de febrero, se registraron los primeros combates entre el ejército y Al Nusra, en el sur de la ciudad. Dos días después, en medio de intensos bombardeos y ataques de artillería, los rebeldes rodearon la fábrica militar, en la que una gran cantidad de soldados se habían atrincherado. Al-Nusra atacó un puesto de control al sur de Al-Safira, matando a siete soldados. Por otro lado, militantes opositores reportaron que 112 combatientes rebeldes habían muerto en las 72 horas previas, mientras que el Observatorio Sirio para los Derechos Humanos informó sobre la llegada de refuerzos a la fábrica, una vez finalizado el combate. Más tarde, se reportó que otro convoy fue detenido y atacado por rebeldes.
La batalla se estancó, produciéndose una guerra de desgaste entre los rebeldes y los militares que aún permanecían en la ciudad por casi dos semanas. Sin embargo, el 19 de febrero, se reportó que las fuerzas leales, pese a no lograr recapturar Al-Safira, aseguraron la ruta al sur de la ciudad y se conectaron con la guarnición de la fábrica, que aún estaba sitiada por los rebeldes. Los refuerzos permitieron al ejército expandirse más el norte, pero fueron detenidos en Tal Aran. Para este momento, los rebeldes habían perdido a 200 combatientes en su intento por frenar el avance gubernamental.

## Consecuencias
A principios de marzo, las tropas leales recapturaron la última localidad en la ruta entre Alepo y Al-Safira, restableciendo la línea de suministros entre Siria central y el Aeropuerto de Alepo.
Hacia fines de abril, los rebeldes que aún mantenían buena parte de la ciudad bajo su poder sufrían sin cesar ataques de artillería por parte del ejército sirio. Asimismo, también intentaban una y otra vez hacerse con la fábrica.
El 1 de noviembre, las fuerzas gubernamentales lograron recapturar Safira.